# Vasilică Cristocea
Vasilică Cristocea (n. 27 septembrie 1980, Hârșova, Constanța, România) este un jucător de fotbal român retras din activitate.
Pe 29 martie 2006 a primit Medalia „Meritul Sportiv” clasa a II-a cu o baretă din partea președintelui României de atunci, Traian Băsescu, pentru că a făcut parte din lotul echipei FC Steaua București care obținuse până la acea dată calificarea în sferturile Cupei UEFA 2005-2006.
A debutat pentru echipa de tineret a Carsium Hârșova înainte de a semna cu Farul Constanța în 1999.

## Titluri
Steaua București
- Liga I: 2005–2006
- Supercupa României: 2006